# Palacio de Villalón
El Palacio de Villalón es considerado una de las joyas de la arquitectura doméstica malagueña del renacimiento. Edificado en el siglo XVI se ubica entre la calle de la Compañía 6 a 10 y calle de los Mártires 4 a 8, dentro del conjunto histórico de la ciudad, con fachada principal a la primera de las calles. En el archivo Temboury se denomina a esta casa palacio Mosquera, por lo que puede tratarse del mismo edificio, que a lo largo del tiempo ha sido propiedad de varias familias aristocráticas. Desde septiembre de 2000 es propiedad del Ayuntamiento de Málaga, y la edificación más emblemática de las que conforman la sede del Museo Carmen Thyssen.

## Historia del edificio y sus moradores
Si bien existen restos arqueológicos de su ocupación desde la época tardorromana como factoría de salazones, y su posterior integración en el urbanismo musulmán, es a partir de los libros de Repartimiento de Málaga, 1493, donde aparecen las primeras noticias acerca de sus ocupantes. 
El solar donde se encuentra el palacio fue otorgado por los Reyes Católicos al portugués Arias Pinto, ayo de los hijos del duque de Braganza, que había llegado a Castilla en 1484, aunque no será hasta el 13 de abril de 1488 cuando acuda a Málaga, recibiendo en noviembre de 1489 dicha propiedad, anteriormente ocupada por otros vecinos. A la primitiva edificación, muy probablemente, según García Ruiz, se le añadió poco después la casa-algorfa o casilla-soberado que cruza la calle de los Mártires, que también había correspondido a otro propietario. 
La casa palacio de Villalón fue construida en el siglo XVI y ha sufrido numerosas transformaciones a lo largo del tiempo, en función de los gustos de la época, siendo la realizada en los años 60 la que más dañó la edificación original. Su promotor fue la poderosa familia de los Fernández de Villalón, naturales de Setenil de las Bodegas (Cádiz) que fueron conquistadores y repobladores de Ronda (Málaga).
En el siglo XVIII, por mor del enlace en 1707 de Catalina Victoria de Villalón y Mendoza con Gaspar de Bracamonte y Zapata, IV marqués de Fuente el Sol, la edificación adquirirá gran significación, incorporándose los escudos de armas de ambos linajes familiares (Villalón, Mendoza, Narváez y Zapata), con la corona del marquesado, presidiendo la fachada principal del mismo.
Al extinguirse la familia por no tener descendientes, el edificio permaneció sin habitar hasta el siglo XIX, siendo ocupado por Avelino España, procedente de Yanguas (Soria), cuya familia fue propietaria del mismo hasta los años 40 del pasado siglo, siendo vendida a Trinidad Romero en dichos años, que pondrá una tienda de tejidos. A finales de los 50 o comienzos de los 60 la firma comercial Álvarez la convierte en una tienda de cristalería y loza, realizándose una intervención que desfiguró por completo el edificio. En septiembre de 2000 es adquirida, mediante expropiación, por el Ayuntamiento de Málaga con el fin de destinarlo a Museo de Historia de la Ciudad, convirtiéndose finalmente en sede del Museo.

## El inmueble
El palacio de Villalón, como ya se ha indicado, es un edificio renacentista del siglo XVI y consta de dos plantas que se estructuran alrededor de un patio central, con galerías formadas por arcos y columnas, y un segundo patio que reintegra parte de un antiguo adarve. Tiene adosada una algorfa sobre la calle de los Mártires y cuenta en su extremo noroeste con un pequeño torreón. 
Originariamente poseía una portada renacentista de piedra arenisca labrada, que fue destruida en los años 50, permaneciendo únicamente el escudo familiar del siglo XVIII, y se revistió la fachada principal con un terrible “gresite” azul. Además, en esta terrible intervención, se derribaron los muros, convirtiéndolo en un espacio diáfano, se ocultaron o desmontaron las columnas, desapareciendo el patio central, que fue,  cubierto con un forjado que no permitía el paso de la luz. Desde el lateral derecho del patio parte la escalera principal de tres tramos del palacio, rematada con una bellísima armadura de par y nudillo a cuatro aguas. 
La rehabilitación realizada por el Ayuntamiento de Málaga ha perseguido la recuperación y puesta en valor del edificio del siglo XVI, atendiendo a minuciosos estudios y análisis, realizándose en primer lugar la restauración de las armaduras, artesonados y cubierta. El proyecto de rehabilitación del inmueble renacentista ha sido realizado por el estudio de arquitectura rg+asociados, habiéndose recuperado el patio y construido su frente oeste, que había desaparecido, así como las arcadas y las columnas de mármol, que permanecían ocultas o desaparecidas, evidenciándose de manera notable unas de otras. Además, se han recuperado las fachadas originales, rehaciendo la portada de la fachada principal, puerta de acceso al museo, restaurado el ajimez sobre la escalera y la portada interior aparecida en la galería de patio de la planta baja. La portada renacentista en la que se sitúa un gran portón de acero corten, enmarca la entrada al palacio. También se ha recuperado el pequeño torreón, cuya fachada había permanecido oculta más de un siglo, así como la algorfa, elemento singular inscrito en la construcción medieval. El Palacio en sí cuenta con una superficie de 1300 m², aunque la totalidad del conjunto edificado del Museo Carmen Thyssen es de 7147 m², de los cuales 5185 son de uso expositivo, 612 están destinados a la Fundación y, 1350 de uso administrativo y de servicio. 

### Armaduras y artesonados
Una armadura está compuesta por una serie de piezas, generalmente de madera, que ensambladas entre sí constituyen el esqueleto de la cubierta de un edificio. Pueden adoptar diferentes formas, pero la que se da en el palacio de Villalón es la de par y nudillo. Este tipo de armadura se caracteriza por ser a dos aguas y de perfil triangular; la cual se forma por una serie de parejas de vigas llamadas pares o alfardas dispuestas oblicuamente. Las cabezas de los pares se apoyan en una viga superior, horizontal y longitudinal llamada hilera que forma el vértice de la cubierta a dos aguas. A los paños inclinados de la armadura soportados por los pares se les denomina faldones. Y, para buscar mayor refuerzo de los pares, se colocan entre ellos una viga horizontal llamada nudillo, formándose así la armadura de par y nudillo.
Un artesonado es un techo de madera que se deja al descubierto, el cual presenta la forma de una artesa invertida compuesta por artesones que son elementos constructivos con forma poligonal, cóncava, moldurada y con adornos que, dispuestos en serie, constituyen el artesonado. 
En el edificio se han conservado siete techumbres de madera. Cuatro de ellas estaban visibles cuando se llevaron a cabo las tareas de recuperación del inmueble; tres pertenecen a techos de la primera planta: el Salón, la Escalera y la Capilla; y la cuarta, que está ubicada en la segunda planta, al Torreón. De las otras tres, dos de ellas eran desconocidas por estar ocultas por falsos techos de escayola: una de ellas, en la primera crujía de la planta baja, es la de la Entrada; la segunda, es la de los Artesones de la primera planta; y la última, también en la planta baja, se corresponde con las de las Caballerizas.
- Salón principal. Está ubicado en la primera planta y es el espacio más importante de todo el edificio. Está cubierto con una armadura trazada con lacería de par y nudillo resuelta a cuatro aguas, con limas moamares en sus cuatro ángulos y equilibrada con tres parejas de tirantes. Los cinco planos que conforman la estructura son: el almizate, que es la parte horizontal; dos faldones, que son los paneles inclinados de mayor longitud; y dos testeros. En el almizate se desarrolla un trazado compuesto por formas geométricas, entre las que destacan dos octógonos y dos parejas de nudos muy bien elaborados. En la intersección entre el almizate y los faldones hay cinco medias estrellas de doce puntas. En la parte superior de los faldones hay unas medias estrellas de ocho puntas que enlazan, como si de una misma estrella se tratara, con las mitades de las doce estrellas antes mencionadas.
- Escalera. La escalera principal de tres tramos es la que da acceso a la primera planta. Cuenta con una cubierta a cuatro aguas construida sobre armadura de par y nudillos y remata sus cuatro ángulos con limas moamares. Presenta una interesante labor de lacería que se desarrolla alrededor de un conjunto de estrellas de diez puntas distribuidas estratégicamente por el almizate y los faldones. El centro del almizate desarrolla la figura de un octógono que define y enmarca el motivo decorativo central, que es una piña de mocárabes, único en todo el edificio. Flanqueando a esta piña se han dispuesto dos estrellas de diez puntas, que completan la labor de lacería desarrollada en el plano del almizate. El resultado es una composición que recuerda un firmamento formado por 38 estrellas.
- Capilla. Es una estancia de planta rectangular de pequeñas dimensiones. Está ubicada en la misma planta que el salón principal y pudo tener la función de capilla del palacio. Está cubierta con armadura de par y nudillo, a cuatro aguas con limas moamares en sus cuatro ángulos, pero sin lacería. Los pares se adornan con menado de perfil almenado en sus tablas y, en ellas, se recortan pequeñas estrellas de ocho puntas. Es la más sencilla de todo el edificio.
- Torreón. Se trata de una habitación de planta cuadrada y pequeñas dimensiones a la que se accede a través de una escalera ubicada al lado de la capilla. Es la estancia más elevada del antiguo edificio y resalta como un torreón ubicado en el ángulo noreste. Está cubierto por una armadura de par y nudillo, resuelta con limas moamares a cuatro aguas iguales. Su almizate presenta un sencillo trazado de lazo que se desarrolla alrededor de cuatro estrellas de ocho puntas ubicadas en las cuatro esquinas y una más situada en el centro. Cuenta con ocho azafates que limitan el almizate y otros ocho situados alrededor de la estrella central. En la tablazón y los faldones se repiten la labor de menado y de estrellas de ocho puntas de la capilla.
- Artesones. En la crujía de la primera planta hay una estancia rectangular que tenía su techumbre original oculta tras un falso techo de escayola. El techo original estuvo constituido por cuatro filas de seis artesones cada una dispuestas en sentido perpendicular a la fachada. Como consecuencia de actos vandálicos desaparecieron tres de ellas; es decir, dieciocho artesones. Este techo cuenta con pinturas geométricas, vegetales y figuradas que presentan una rica gama de tonalidades, entre las que destaca el pan de oro.
- Caballerizas. En la zona más oculta del palacio se encuentra una estancia que, por su ubicación y características, se ha considerado que en ella se pudieron realizar funciones de cochera, caballerizas o guadarnés, entre otras. Está cubierta por un alfarje, o techo plano, formado por ocho vigas de madera principales y por once viguetas o jaldetas apoyadas sobre cada par de vigas; las cuales presentan gramiles o hendiduras que decoran la cara de los perfiles y definen espacios divididos por cintas y otros motivos de la decoración en madera.
- Entrada. El techo de esta estancia se caracteriza por ser un alfarje, o techo plano, formado por dieciocho vigas de madera perpendiculares a la fachada. Sobre cada pareja de vigas, y en sentido perpendicular a su eje, se apoyan dieciséis viguetas o jaldetas que sostiene a su vez la tablazón del techo que cubre la crujía. Por encima de las jaldetas y las tabicas hay una decoración de cinta y saetino, recortándose las primeras en forma de arco conopinal.

#### Restauración y puesta en valor de las armaduras y los artesonados
Tras años de abandono, a finales de 2003, el ayuntamiento de Málaga decidió destinar el recientemente adquirido palacio de Villalón a sede del Museo de la Historia de Málaga. Las primeras intervenciones en el palacio se iniciaron en abril de 2004, con la contratación de obras de emergencia para la rehabilitación de las cubiertas y restauración de sus armaduras, dadas las patologías que presentaban y su avanzado estado de destrucción; siendo los principales problemas del deterioro los daños producidos por las humedades y la acción de las termitas y carcomas, a lo que había que sumarle los elementos sustraídos por actos vandálicos y el deterioro que ello produjo. Estos trabajos fueron dirigidos por los arquitectos Rafael Roldán y Javier González García; el arquitecto César Olano se encargó de estudiar los artesonados; y Enrique Nuere y José Luis Aranzadi, dos de los mayores expertos en artesonados, se encargaron de la recuperación de las piezas lignarias. En marzo de 2007, el ayuntamiento de Málaga acordó, finalmente, destinar el edificio a parte de la colección de arte Carmen Thyssen como resultado de un acuerdo entre Francisco de la Torre, alcalde de la ciudad, y Carmen Cervera, la propietaria de las obras de arte. En agosto de 2007 empezaron las obras correspondientes a la rehabilitación del Palacio de Villalón y en marzo de 2011 finalizaron, ascendiendo a un coste final de 28,6 millones de euros para la adquisición y posterior restauración del museo, el cual fue inaugurado el 24 de marzo de 2011.